# Завадовка (Харьковская область)
Завадовка (укр. Завадівка) — село, 
Караванский сельский совет,
Нововодолажский район,
Харьковская область.
Код КОАТУУ — 6324281002. Население по переписи 2001 года составляет 82 (34/48 м/ж) человека.

## Географическое положение
Село Завадовка находится на левом берегу реки Ольховатка,
выше по течению примыкает село Стулеповка,
ниже по течению примыкает Червоная Поляна,
на противоположном берегу — село Низовка.
Река в этом месте сильно заболочена.
На расстоянии в 1,5 км расположена железнодорожная станция Караван